# Gandzak
Gandzak – wieś w Armenii, w prowincji Gegharkunik. W 2011 roku liczyła 3815 mieszkańców.